# سلك تماس

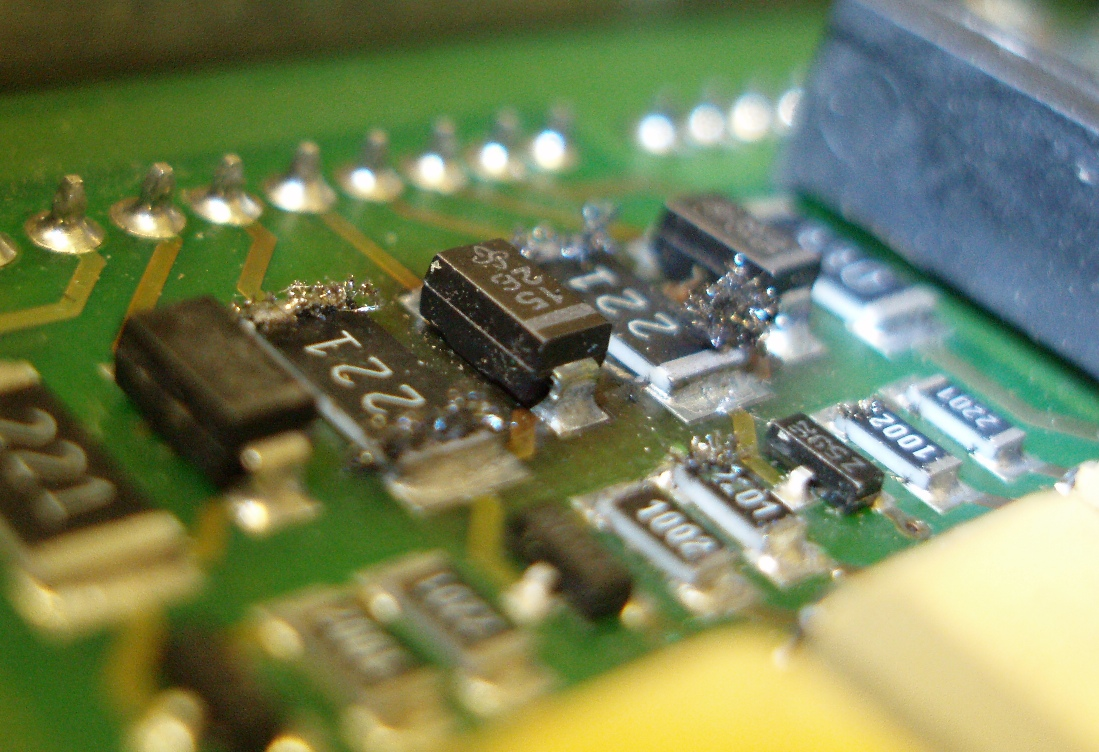
أسلاك تماس ظاهرة على المقاومات في دارة كهربائية.

أسلاك التماس هي ظاهرة تبدو في الأجهزة الإلكترونية عند استعمال اللحام بالقصدير، حيث تنشأ أسلاك تماس (شعيرات) بين وصلات القصدير داخل الدارة مما يؤدي إلى حدوث دارة قصر (ماس). يبدي عدد من الفلزات الأخرى هذه الظاهرة، مثل الزنك والكادميوم وغيرها.
لوحظت هذه الظاهرة منذ بداية القرن العشرين في الصمامات المفرغة،  وجرت محاولات منذ حينها لحل المشكلة بتقنيات مختلفة منها التلدين، أو بإضافة عناصر أخرى مثل النحاس أو النيكل، أو باستخدام طبقة بوليميرية واقية على سطح الدارة بالكامل. كان الرصاص سابقاً يضاف إلى القصدير لتشكيل سبيكة لحام القصدير للحد من هذه المشكلة؛ إلا أن توجيهات الاتحاد الأوروبي في الحد من المواد الخطرة في تصنيع الدارات الكهربائية قلص من استعمال تلك السبيكة.

## اقرأ أيضاً
- لحام بالقصدير
- سبيكة لحام القصدير
- توبؤ القصدير